# Joseph Eddy Fontenrose
Joseph Eddy Fontenrose (Sutter Creek, 17 giugno 1903 – Ashland, 7 luglio 1986) è stato uno storico delle religioni e grecista statunitense, studioso del periodo classico, in particolare esperto di religione e mitologia greca.
È stato anche conoscitore e commentatore del lavoro di John Steinbeck sulla mitologia.

## Biografia
Fontenrose ha svolto la maggior parte della sua carriera accademica presso l'Università della California - Berkeley, dove si era laureato nel 1925 in Scienze politiche, e dove aveva ricoperto la posizione instructor dal 1937. Fu nominato professore nel 1955, presiedette il dipartimento degli stidu classici, fino a diventare professore emerito. Fu in un primo momento influenzato da Ivan Linforth.
Dal punto di vista politico era noto per essere socialista. Nei primi anni sessanta ha pubblicamente sostenuto la protesta studentesca Free Speech Movement e la Young People's Socialist League. Dal punto di vista didattico invece si mostrò più conservatore rispetto alle posizioni dell'attivismo studentesco. In The Ritual Theory of Myth, un'opera del 1966, ha criticato duramente la teoria della scuola ritualistica, in particolare le tesi di FitzRoy Somerset, quarto barone di Raglan e di Stanley Edgar Hyman.

## Opere
- Python; a study of Delphic myth and its origins (1959)
- John Steinbeck; an introduction and interpretation (1963)
- The Ritual Theory of Myth (1966)
- The Delphic Oracle: Its Responses and Operations (1978)
- Orion: The Myth of the Hunter and the Huntress (1981)
- Steinbeck's Unhappy Valley. A Study of The Pastures of Heaven (1981)
- Classics at Berkeley, The First Century (1869-1970) (1982)
- Didyma. Apollo's Oracle, Cult and Companions (1988)